# Équipe de Tunisie de volley-ball en 2013
L'équipe de Tunisie de volley-ball participera en 2013 aux Jeux méditerranéens du 21 au 29 juin en Turquie, au championnat d'Afrique du 22 au 27 septembre ainsi qu'aux tournois de qualification au championnat du monde 2014.

## Matchs des seniors
| Date                                            | Lieu                                                  | Adversaire        | Score                               | Durée  | Compétition | Meilleur marqueur                   | Référence |
| 3 juin 2013                                     | Palazzetto dello sport di Montefiascone Montefiascone | Égypte            | 3-0 (25-23 25-21 25-23)             | -      | A           | -                                   | TW        |
| 4 juin 2013                                     | Palazzetto dello sport di Montefiascone Montefiascone | Italie B          | 2-3 (25-20 27-25 23-25 22-25 16-18) | -      | A           | -                                   | CDR       |
| 6 juin 2013                                     | Palazzetto dello sport di Montefiascone Montefiascone | Italie B          | 0-3 (23-25 22-25 23-25)             | -      | A           | -                                   |           |
| 21 juin 2013                                    | Toroslar Sports Hall Mersin                           | Algérie           | 3-0 (25-19 25-22 25-18)             | 1 h 21 | JMPT        | -                                   | CIJM      |
| 23 juin 2013                                    | Toroslar Sports Hall Mersin                           | Macédoine du Nord | 3-1 (20-25 25-18 25-23 25-19)       | 1 h 45 | JMPT        | -                                   | CIJM      |
| 25 juin 2013                                    | Toroslar Sports Hall Mersin                           | Italie B          | 0-3 (17-25 10-25 15-25)             | 1 h 4  | JMPT        | Marouen Garci (7)                   | CIJM      |
| 27 juin 2013                                    | Servet Tazegül Sports Hall Mersin                     | France B          | 3-1 (25-20 17-25 26-24 25-20)       | 1 h 51 | JMDF        | -                                   | CIJM      |
| 29 juin 2013                                    | Servet Tazegül Sports Hall Mersin                     | Italie B          | 2-3 (15-25 25-22 25-18 27-29 15-13) | 2 h 4  | JMF         | Ilyès Karamosli, Marouen Garci (18) | CIJM      |
| 29 juillet 2013                                 | Salle omnisports Mohamed Nasri Chlef                  | Maroc             | 3-1 (25-16 18-25 25-22 33-31)       | 2 h 0  | TPQCM       | -                                   | CAVB      |
| 30 juillet 2013                                 | Salle omnisports Mohamed Nasri Chlef                  | Libye             | 3-0 (32-30 25-18 26-24)             | 1 h 29 | TPQCM       | -                                   | CAVB      |
| 31 juillet 2013                                 | Salle omnisports Mohamed Nasri Chlef                  | Algérie           | 3-2 (29-27 21-25 20-25 25-23 15-12) | 2 h 25 | TPQCM       | -                                   | CAVB      |
| Stage à Rio de Janeiro (24 août au 3 septembre) |                                                       |                   |                                     |        |             |                                     |           |
| 11 septembre 2013                               | TVF Ellinci (50) Yıl Voleybol Salonu Istanbul         | Galatasaray       | 3-1 (25-15 25-19 25-23 + 22-25)     | -      | A           | -                                   | GSK       |
| 12 septembre 2013                               | Istanbul                                              | Fenerbahçe        | 0-3 (23-25 18-25 16-25)             | 1 h 45 | A           | -                                   | FBG       |
| 13 septembre 2013                               | Istanbul                                              | Fenerbahçe        | 2-2 (25-23 25-22 21-25 14-25)       | -      | A           | -                                   | FBG       |
| 22 septembre 2013                               | Salle olympique de Sousse Sousse                      | Libye             | 3-0 (25-14 25-19 25-16)             | 1 h 15 | CHAN        | -                                   | CAVB      |
| 23 septembre 2013                               | Salle olympique de Sousse Sousse                      | Égypte            | 1-3 (25-22 20-25 23-25 20-25)       | 1 h 58 | CHAN        | -                                   | CAVB      |
| 24 septembre 2013                               | Salle olympique de Sousse Sousse                      | Algérie           | 3-2 (25-23 24-26 18-25 25-22 16-14) | 2 h 15 | CHAN        | -                                   | CAVB      |
| 26 septembre 2013                               | Salle olympique de Sousse Sousse                      | Maroc             | 3-1 (27-29 26-24 25-22 25-18)       | 2 h 17 | CHAN        | -                                   | CAVB      |
| 27 septembre 2013                               | Salle olympique de Sousse Sousse                      | Cameroun          | 3-2 (19-25 25-21 29-27 19-25 19-17) | 2 h 16 | CHAN        | -                                   | CAVB      |
| 20 novembre 2013                                | Salle Taoufik Bouhima Radès                           | Maroc             | 3-2 (21-25 25-14 25-16 20-25 15-8)  | -      | TPQCM       | -                                   | FIVB      |
| 22 novembre 2013                                | Salle Taoufik Bouhima Radès                           | Algérie           | 3-1 (25-15 25-22 21-25 27-25)       | -      | TPQCM       | -                                   | FIVB      |

A : match amical ;
JM : match des Jeux méditerranéens 2013 ;
TPQCM : match du tournoi de pré-qualification au championnat du monde 2014 ;
CHAN : match du championnat d'Afrique 2013.
PTPremier tour
DFDemi-finale
FFinale

## Sélections

### Jeux méditerranéens 2013
| No                                       | Nom                                      | Date de naissance                        | Taille | Poids | Poste                        | Club                         |
| ---------------------------------------- | ---------------------------------------- | ---------------------------------------- | ------ | ----- | ---------------------------- | ---------------------------- |
| 1                                        | Saddem Hmissi                            | 16 février 1991                          | 186    | 75    | Libero                       | Espérance de Tunis           |
| 2                                        | Ahmed Kadhi                              | 29 avril 1989                            | 198    | 97    | Central                      | Club olympique de Kélibia    |
| 3                                        | Marouane M'rabet                         | 5 juin 1985                              | 186    | 81    | Passeur                      | Étoile du Sahel              |
| 4                                        | Marouen Garci                            | 21 mars 1988                             | 194    | 91    | Attaquant                    | Étoile du Sahel              |
| 5                                        | Samir Sellami                            | 3 juillet 1977                           | 194    | 90    | Passeur                      | Club sfaxien                 |
| 7                                        | Ilyès Karamosli                          | 22 août 1989                             | 195    | 92    | Réceptionneur-attaquant      | Espérance de Tunis           |
| 9                                        | Hakim Zouari                             | 28 mars 1988                             | 197    | 88    | Central                      | Club sfaxien                 |
| 10                                       | Hamza Nagga                              | 29 mai 1990                              | 196    | 84    | Attaquant                    | Étoile du Sahel              |
| 11                                       | Ismaïl Moalla                            | 30 janvier 1990                          | 195    | 81    | Réceptionneur-attaquant      | Club sfaxien                 |
| 12                                       | Anouer Taouerghi                         | 17 août 1983                             | 178    | 76    | Libero                       | Club sfaxien                 |
| 14                                       | Bilel Ben Hassine                        | 22 juin 1983                             | 201    | 90    | Central                      | Club sfaxien                 |
| 16                                       | Amen Allah Hmissi                        | 6 avril 1988                             | 186    | 84    | Réceptionneur-attaquant      | Étoile du Sahel              |
|                                          |                                          |                                          |        |       |                              |                              |
| Encadrement technique                    | Encadrement technique                    |                                          |        |       | Légende                      | Légende                      |
| Entraîneur : Fethi Mkaouer               | Entraîneur : Fethi Mkaouer               | Entraîneur : Fethi Mkaouer               |        |       | : Capitaine                  | : Capitaine                  |
| Entraîneur(s) adjoint(s) : Riadh Hedhili | Entraîneur(s) adjoint(s) : Riadh Hedhili | Entraîneur(s) adjoint(s) : Riadh Hedhili |        |       | : Joueur blessé actuellement | : Joueur blessé actuellement |
| Manager général : Kamel Rekaya           |                                          |                                          |        |       |                              |                              |

### Championnat d'Afrique 2013
| No                                       | Nom                                      | Date de naissance                        | Taille | Poids | Poste                        | Club                         |
| ---------------------------------------- | ---------------------------------------- | ---------------------------------------- | ------ | ----- | ---------------------------- | ---------------------------- |
| 1                                        | Saddem Hmissi                            | 16 février 1991                          | 186    | 75    | Libero                       | Espérance de Tunis           |
| 2                                        | Ahmed Kadhi                              | 29 avril 1989                            | 198    | 97    | Central                      | Club olympique de Kélibia    |
| 3                                        | Marouane M'rabet                         | 5 juin 1985                              | 186    | 81    | Passeur                      | Étoile du Sahel              |
| 4                                        | Marouen Garci                            | 21 mars 1988                             | 194    | 91    | Attaquant                    | Étoile du Sahel              |
| 5                                        | Samir Sellami                            | 3 juillet 1977                           | 194    | 90    | Passeur                      | Club sfaxien                 |
| 7                                        | Ilyès Karamosli                          | 22 août 1989                             | 195    | 92    | Réceptionneur-attaquant      | Espérance de Tunis           |
| 10                                       | Hamza Nagga                              | 29 mai 1990                              | 196    | 84    | Attaquant                    | Étoile du Sahel              |
| 11                                       | Ismaïl Moalla                            | 30 janvier 1990                          | 195    | 81    | Réceptionneur-attaquant      | Club sfaxien                 |
| 12                                       | Anouer Taouerghi                         | 17 août 1983                             | 178    | 76    | Libero                       | Club sfaxien                 |
| 13                                       | Noureddine Hfaiedh                       | 27 août 1971                             | 197    | 86    | Réceptionneur-attaquant      | Club sfaxien                 |
| 14                                       | Bilel Ben Hassine                        | 22 juin 1983                             | 195    | 90    | Central                      | Club sfaxien                 |
| 19                                       | Mohamed Ayech                            | 31 mars 1991                             | 198    | 86    | Central                      | Étoile du Sahel              |
|                                          |                                          |                                          |        |       |                              |                              |
| Encadrement technique                    | Encadrement technique                    |                                          |        |       | Légende                      | Légende                      |
| Entraîneur : Fethi Mkaouer               | Entraîneur : Fethi Mkaouer               | Entraîneur : Fethi Mkaouer               |        |       | : Capitaine                  | : Capitaine                  |
| Entraîneur(s) adjoint(s) : Riadh Hedhili | Entraîneur(s) adjoint(s) : Riadh Hedhili | Entraîneur(s) adjoint(s) : Riadh Hedhili |        |       | : Joueur blessé actuellement | : Joueur blessé actuellement |
| Manager général : Kamel Rekaya           |                                          |                                          |        |       |                              |                              |

## Équipe des moins de 23 ans
L'équipe de Tunisie des moins de 23 ans se qualifie à la première édition du championnat du monde des moins de 23 ans grâce à son classement mondial (classement seniors). Elle termine huitième sur douze équipes participantes avec un bilan de deux victoires et cinq défaites.

### Matchs
| Date              | Lieu                                          | Adversaire             | Score                               | Durée  | Compétition | Meilleur marqueur                      | Référence |
| 22 juillet 2013   | Salle Aïssa-Ben Nasr Kélibia                  | Argentine U21          | 2-2 (21-25 22-25 25-13 15-10)       | -      | A           | -                                      | FEVA      |
| 23 juillet 2013   | Salle Aïssa-Ben Nasr Kélibia                  | Tunisie U21            | 2-1 (25-19 16-25 25-22)             | -      | TK          | -                                      | TAP       |
| 23 juillet 2013   | Salle Aïssa-Ben Nasr Kélibia                  | Russie U21             | 1-2 (30-28 21-25 17-25)             | -      | TK          | -                                      | TAP       |
| 24 juillet 2013   | Salle Aïssa-Ben Nasr Kélibia                  | Argentine U21          | 2-1 (25-12 25-18 18-25)             | -      | TK          | -                                      | FEVA      |
| 24 juillet 2013   | Salle Aïssa-Ben Nasr Kélibia                  | Inde U21               | 2-1 (34-36 25-19 25-22)             | -      | TK          | -                                      | KT        |
| 25 juillet 2013   | Salle Aïssa-Ben Nasr Kélibia                  | Tunisie U19            | 3-0                                 | -      | TK          | -                                      |           |
| 26 juillet 2013   | Salle Aïssa-Ben Nasr Kélibia                  | Russie U21             | 0-3 (14-25 22-25 18-25)             | -      | TK          | -                                      | FIVB      |
| 6 août 2013       | Salle Aïssa-Ben Nasr Kélibia                  | Estonie U21            | 3-0                                 | -      | A           | -                                      | EVF       |
| 7 août 2013       | Salle Aïssa-Ben Nasr Kélibia                  | Estonie U21            | 1-2                                 | -      | A           | -                                      | EVF       |
| 16 septembre 2013 | Tunisie                                       | Oman                   | 1-3                                 | -      | A           | -                                      | OD        |
| 6 octobre 2013    | Municipal Gymnasium Tancredo Neves Uberlândia | Argentine              | 2-3 (14-21 18-21 21-13 21-19 14-16) | 1 h 45 | CHMPT       | Mohamed Arbi Ben Abdallah (21)         | FIVB      |
| 7 octobre 2013    | Municipal Gymnasium Tancredo Neves Uberlândia | Égypte                 | 3-2 (21-19 21-17 18-21 19-21 15-7)  | 1 h 47 | CHMPT       | Mohamed Arbi Ben Abdallah (26)         | FIVB      |
| 8 octobre 2013    | Municipal Gymnasium Tancredo Neves Uberlândia | Bulgarie               | 0-3 (28-30 18-21 12-21)             | 1 h 8  | CHMPT       | Mohamed Arbi Ben Abdallah (14)         | FIVB      |
| 9 octobre 2013    | Municipal Gymnasium Tancredo Neves Uberlândia | République dominicaine | 3-0 (21-12 21-16 21-15)             | 0 h 57 | CHMPT       | Mohamed Ben Othmen, Mohamed Ayech (10) | FIVB      |
| 11 octobre 2013   | Municipal Gymnasium Tancredo Neves Uberlândia | Brésil                 | 0-3 (18-21 17-21 11-21)             | 0 h 56 | CHMPT       | Elyes Garfi (10)                       | FIVB      |
| 12 octobre 2013   | Municipal Gymnasium Tancredo Neves Uberlândia | Iran                   | 1-3 (13-21 18-21 21-18 17-21)       | 1 h 13 | CHMMdc      | Mohamed Arbi Ben Abdallah (15)         | FIVB      |
| 13 octobre 2013   | Municipal Gymnasium Tancredo Neves Uberlândia | Argentine              | 0-3 (19-21 15-21 15-21)             | 0 h 57 | CHMMdc      | Omar Agrebi (9)                        | FIVB      |

A : match amical ;
TK : match du 12e tournoi de Kélibia ;
CHM : match du championnat du monde des moins de 23 ans 2013.
PTPremier tour
MdcMatch de classement (5 à 8)

### Sélection pour le championnat du monde 2013
| No                                         | Nom                                        | Date de naissance                          | Taille | Poids | Poste                        | Club                         |
| ------------------------------------------ | ------------------------------------------ | ------------------------------------------ | ------ | ----- | ---------------------------- | ---------------------------- |
| 1                                          | Saddem Hmissi                              | 16 février 1991                            | 186    | 75    | Libero                       | Espérance de Tunis           |
| 3                                          | Oussama Mrika                              | 17 mai 1993                                | 189    | 73    | Réceptionneur-attaquant      | Club olympique de Kélibia    |
| 5                                          | Elyes Garfi                                | 8 juin 1993                                | 198    | 80    | Central                      | Club sportif de Hammam Lif   |
| 6                                          | Mohamed Ali Ben Othmen Miladi              | 12 mai 1991                                | 188    | 69    | Réceptionneur-attaquant      | Aigle sportif d'El Haouaria  |
| 7                                          | Mohamed Arbi Ben Abdallah                  | 3 janvier 1991                             | 196    | 92    | Attaquant                    | Club sfaxien                 |
| 8                                          | Omar Agrebi                                | 26 août 1992                               | 205    | 82    | Central                      | Club sfaxien                 |
| 9                                          | Khaled Ben Slimene                         | 14 décembre 1994                           | 193    | 78    | Passeur                      | Club olympique de Kélibia    |
| 10                                         | Rami Bennour                               | 23 décembre 1991                           | 186    | 79    | Passeur                      | Club sfaxien                 |
| 13                                         | Mohamed Brahem                             | 25 juin 1993                               | 196    | 79    | Central                      | Aigle sportif d'El Haouaria  |
| 14                                         | Malek Chekir                               | 15 janvier 1993                            | 189    | 75    | Réceptionneur-attaquant      | Espérance de Tunis           |
| 16                                         | Tayeb Korbosli                             | 5 juin 1993                                | 188    | 75    | Libero                       | Club olympique de Kélibia    |
| 19                                         | Mohamed Ayech                              | 31 mars 1991                               | 198    | 86    | Central                      | Étoile du Sahel              |
|                                            |                                            |                                            |        |       |                              |                              |
| Encadrement technique                      | Encadrement technique                      |                                            |        |       | Légende                      | Légende                      |
| Entraîneur : Mohamed Mounir Gara           | Entraîneur : Mohamed Mounir Gara           | Entraîneur : Mohamed Mounir Gara           |        |       | : Capitaine                  | : Capitaine                  |
| Entraîneur(s) adjoint(s) : Rached Ben Krid | Entraîneur(s) adjoint(s) : Rached Ben Krid | Entraîneur(s) adjoint(s) : Rached Ben Krid |        |       | : Joueur blessé actuellement | : Joueur blessé actuellement |
| Manager général : Kamel Rekaya             |                                            |                                            |        |       |                              |                              |

## Équipe des moins de 21 ans
L'équipe de Tunisie junior, championne d'Afrique en mars, termine treizième du championnat du monde (vingt pays participants) avec un bilan de quatre victoires et autant de défaites.

### Matchs
| Date               | Lieu                                 | Adversaire          | Score                               | Durée  | Compétition | Meilleur marqueur               | Référence |
| 2 mars 2013        | Salle de Sidi Bou Saïd Sidi Bou Saïd | Sierra Leone        | 3-0 (25-11 25-05 25-14)             | 0 h 56 | CHANPT      | -                               | CAVB      |
| 3 mars 2013        | Salle de Sidi Bou Saïd Sidi Bou Saïd | Rwanda              | 3-0 (25-13 25-15 25-17)             | 1 h 8  | CHANPT      | -                               | CAVB      |
| 4 mars 2013        | Salle de Sidi Bou Saïd Sidi Bou Saïd | Algérie             | 3-0 (25-19 25-23 26-24)             | 1 h 25 | CHANPT      | -                               | CAVB      |
| 6 mars 2013        | Salle de Sidi Bou Saïd Sidi Bou Saïd | République du Congo | 3-0 (25-17 25-16 25-09)             | 1 h 12 | CHANPT      | -                               | CAVB      |
| 8 mars 2013        | Salle de Sidi Bou Saïd Sidi Bou Saïd | Maroc               | 3-0 (25-17 25-22 25-13)             | 1 h 6  | CHANDF      | -                               | CAVB      |
| 9 mars 2013        | Salle de Sidi Bou Saïd Sidi Bou Saïd | Égypte              | 3-1 (25-17 22-25 25-19 25-21)       | 1 h 36 | CHANF       | -                               | FIVB      |
| 21 juillet 2013    | Salle Aïssa-Ben Nasr Kélibia         | Argentine           | 3-1 (25-22 25-17 22-25 15-10)       | -      | A           | -                               | FEVA      |
| 23 juillet 2013    | Salle Aïssa-Ben Nasr Kélibia         | Tunisie U23         | 1-2 (19-25 25-16 22-25              | -      | TK          | -                               | TAP       |
| 23 juillet 2013    | Salle Aïssa-Ben Nasr Kélibia         | Tunisie U19         | 2-1 (23-25 25-15 25-21              | -      | TK          | -                               | TAP       |
| 24 juillet 2013    | Salle Aïssa-Ben Nasr Kélibia         | Russie              | 2-1 (14-21 18-21 21-13 21-19 14-16) | -      | TK          | -                               |           |
| 24 juillet 2013    | Salle Aïssa-Ben Nasr Kélibia         | Argentine           | 1-2 (25-14 21-25 23-25)             | -      | TK          | -                               | FEVA      |
| 25 juillet 2013    | Salle Aïssa-Ben Nasr Kélibia         | Inde                | 1-2                                 | -      | TK          | -                               |           |
| 26 juillet 2013    | Salle Aïssa-Ben Nasr Kélibia         | Tunisie U19         | 3-0                                 | -      | TK          | -                               |           |
| 5 août 2013        | Salle Aïssa-Ben Nasr Kélibia         | Estonie             | 3-0                                 | -      | A           | -                               |           |
| 6 août 2013        | Salle Aïssa-Ben Nasr Kélibia         | Estonie             | 2-1                                 | -      | A           | -                               | EVF       |
| 7 août 2013        | Salle Aïssa-Ben Nasr Kélibia         | Estonie             | 2-1                                 | -      | A           | -                               | EVF       |
| 22 août 2013       | Ataturk Sports Hall Izmir            | Canada              | 1-3 (15-25 15-25 29-27 19-25)       | 1 h 40 | CHMPT       | Elyes Garfi, Adam Oueslati (14) | FIVB      |
| 23 août 2013       | Ataturk Sports Hall Izmir            | Rwanda              | 3-0 (25-12 25-15 25-18)             | 1 h 6  | CHMPT       | Elyes Garfi, Adam Oueslati (15) | FIVB      |
| 24 août 2013       | Ataturk Sports Hall Izmir            | Serbie              | 0-3 (17-25 25-27 24-26)             | 1 h 19 | CHMPT       | Elyes Garfi (15)                | FIVB      |
| 25 août 2013       | Ataturk Sports Hall Izmir            | États-Unis          | 3-1 (25-23 25-19 16-25 25-22)       | 1 h 44 | CHMPT       | Elyes Garfi, Malek Chekir (12)  | FIVB      |
| 28 août 2013       | Ataturk Sports Hall Izmir            | Russie              | 0-3 (23-25 15-25 21-25)             | 1 h 15 | CHM1/8      | Adam Oueslati (10)              | FIVB      |
| 30 août 2013       | Ataturk Sports Hall Izmir            | Japon               | 1-3 (25-23 17-25 23-25 19-25)       | 1 h 46 | CHMMdc      | Adam Oueslati (13)              | FIVB      |
| 31 août 2013       | Ataturk Sports Hall Izmir            | Mexique             | 3-2 (23-25 25-23 22-25 25-15 21-19) | 2 h 12 | CHMMdc      | Montassar Ben Brahem (21)       | FIVB      |
| 1er septembre 2013 | Ataturk Sports Hall Izmir            | Égypte              | 3-2 (17-25 25-19 23-25 25-23 15-9)  | 1 h 53 | CHMMdc      | Adam Oueslati (25)              | FIVB      |

A : match amical ;
CHAN: match du championnat d'Afrique des moins de 21 ans 2013 ;
TK : match du 12e tournoi de Kélibia ;
CHM : match du championnat du monde des moins de 21 ans 2013.
PTPremier tour
1/8Huitièmes de finale
DFDemi-finale
FFinale
MdcMatch de classement (9 à 16)

### Sélection pour le championnat d'Afrique 2013
| No                                                | Nom                                               | Date de naissance                                 | Taille | Poids | Poste                        | Club                         |
| ------------------------------------------------- | ------------------------------------------------- | ------------------------------------------------- | ------ | ----- | ---------------------------- | ---------------------------- |
| 2                                                 | Sahbi Belkahla                                    | 17 mars 1993                                      | 186    | 75    | Attaquant                    | Aigle sportif d'El Haouaria  |
| 3                                                 | Oussama Mrika                                     | 17 mai 1993                                       | 189    | 73    | Réceptionneur-attaquant      | Club olympique de Kélibia    |
| 4                                                 | Mohamed Amine Hatira                              | 27 mars 1993                                      | 181    | 72    |                              | Espérance de Tunis           |
| 5                                                 | Elyes Garfi                                       | 8 juin 1993                                       | 198    | 80    | Réceptionneur-attaquant      | Club sportif de Hammam Lif   |
| 6                                                 | Wassim Ben Tara                                   | 3 août 1996                                       | 197    | 78    | Passeur                      | Espérance de Tunis           |
| 9                                                 | Khaled Ben Slimene                                | 14 décembre 1994                                  | 193    | 78    | Passeur                      | Club olympique de Kélibia    |
| 11                                                | Montassar Ben Brahem                              | 20 février 1993                                   | 196    | 92    | Central                      | Aigle sportif d'El Haouaria  |
| 12                                                | Adam Oueslati                                     | 26 août 1993                                      | 205    | 82    | Attaquant                    | Club sportif de Hammam Lif   |
| 13                                                | Mohamed Brahem                                    | 25 juin 1993                                      | 196    | 79    | Central                      | Aigle sportif d'El Haouaria  |
| 14                                                | Malek Chekir                                      | 15 janvier 1993                                   | 189    | 75    | Réceptionneur-attaquant      | Espérance de Tunis           |
| 15                                                | Karim Messelmeni                                  | 7 mars 1993                                       | 196    | 79    | Central                      | Club olympique de Kélibia    |
| 16                                                | Tayeb Korbosli                                    | 5 juin 1993                                       | 188    | 75    | Libero                       | Club olympique de Kélibia    |
|                                                   |                                                   |                                                   |        |       |                              |                              |
| Encadrement technique                             | Encadrement technique                             |                                                   |        |       | Légende                      | Légende                      |
| Entraîneur : Fethi Mkaouer                        | Entraîneur : Fethi Mkaouer                        | Entraîneur : Fethi Mkaouer                        |        |       | : Capitaine                  | : Capitaine                  |
| Entraîneur(s) adjoint(s) : Mohamed Ali Ben Cheikh | Entraîneur(s) adjoint(s) : Mohamed Ali Ben Cheikh | Entraîneur(s) adjoint(s) : Mohamed Ali Ben Cheikh |        |       | : Joueur blessé actuellement | : Joueur blessé actuellement |
| Manager général : Kamel Rekaya                    |                                                   |                                                   |        |       |                              |                              |

### Sélection pour le championnat du monde 2013
| No                                                | Nom                                               | Date de naissance                                 | Taille | Poids | Poste                        | Club                         |
| ------------------------------------------------- | ------------------------------------------------- | ------------------------------------------------- | ------ | ----- | ---------------------------- | ---------------------------- |
| 2                                                 | Sahbi Belkahla                                    | 17 mars 1993                                      | 186    | 75    | Attaquant                    | Aigle sportif d'El Haouaria  |
| 3                                                 | Oussama Mrika                                     | 17 mai 1993                                       | 189    | 73    | Réceptionneur-attaquant      | Club olympique de Kélibia    |
| 5                                                 | Elyes Garfi                                       | 8 juin 1993                                       | 198    | 80    | Réceptionneur-attaquant      | Club sportif de Hammam Lif   |
| 9                                                 | Khaled Ben Slimene                                | 14 décembre 1994                                  | 193    | 78    | Passeur                      | Club olympique de Kélibia    |
| 11                                                | Montassar Ben Brahem                              | 20 février 1993                                   | 196    | 92    | Central                      | Aigle sportif d'El Haouaria  |
| 12                                                | Adam Oueslati                                     | 26 août 1993                                      | 205    | 82    | Attaquant                    | Club sportif de Hammam Lif   |
| 13                                                | Mohamed Brahem                                    | 25 juin 1993                                      | 196    | 79    | Central                      | Aigle sportif d'El Haouaria  |
| 14                                                | Malek Chekir                                      | 15 janvier 1993                                   | 189    | 75    | Réceptionneur-attaquant      | Espérance de Tunis           |
| 15                                                | Karim Messelmeni                                  | 7 mars 1993                                       | 196    | 79    | Central                      | Club olympique de Kélibia    |
| 16                                                | Tayeb Korbosli                                    | 5 juin 1993                                       | 188    | 75    | Libero                       | Club olympique de Kélibia    |
| 17                                                | Fahmi Ben Taleb Hassen Miladi                     | 25 janvier 1993                                   | 188    | 75    |                              | Aigle sportif d'El Haouaria  |
| 18                                                | Anouar Zgarni                                     | 25 avril 1993                                     | 198    | 86    | Passeur                      | Étoile du Sahel              |
|                                                   |                                                   |                                                   |        |       |                              |                              |
| Encadrement technique                             | Encadrement technique                             |                                                   |        |       | Légende                      | Légende                      |
| Entraîneur : Mohamed Mounir Gara                  | Entraîneur : Mohamed Mounir Gara                  | Entraîneur : Mohamed Mounir Gara                  |        |       | : Capitaine                  | : Capitaine                  |
| Entraîneur(s) adjoint(s) : Mohamed Ali Ben Cheikh | Entraîneur(s) adjoint(s) : Mohamed Ali Ben Cheikh | Entraîneur(s) adjoint(s) : Mohamed Ali Ben Cheikh |        |       | : Joueur blessé actuellement | : Joueur blessé actuellement |
| Manager général : Abdelmajid Kilani Jerad         |                                                   |                                                   |        |       |                              |                              |